# ساندي ألين
ساندي ألين (13 أكتوبر 1984 في المملكة المتحدة - ) (بالإنجليزية: Sandy Allen)‏ هو لاعب كريكت بريطاني. شارك مع منتخب إنجلترا للكريكت.

## وصلات خارجية
- ساندي ألين على موقع إي آس بي آن كريك إنفو (الإنجليزية)